# Shulaps Range
Shulaps Range är ett berg i Kanada.   Det ligger i provinsen British Columbia, i den sydvästra delen av landet, 3 500 km väster om huvudstaden Ottawa. Toppen på Shulaps Range är 2 880 meter över havet.
Terrängen runt Shulaps Range är varierad. Shulaps Range är den högsta punkten i trakten. Trakten runt Shulaps Range är nära nog obefolkad, med mindre än två invånare per kvadratkilometer.. Det finns inga samhällen i närheten.
I omgivningarna runt Shulaps Range växer i huvudsak barrskog.